# Lista gmin w stanie Campeche

Lokalizacja stanu Campeche na mapie Meksyku

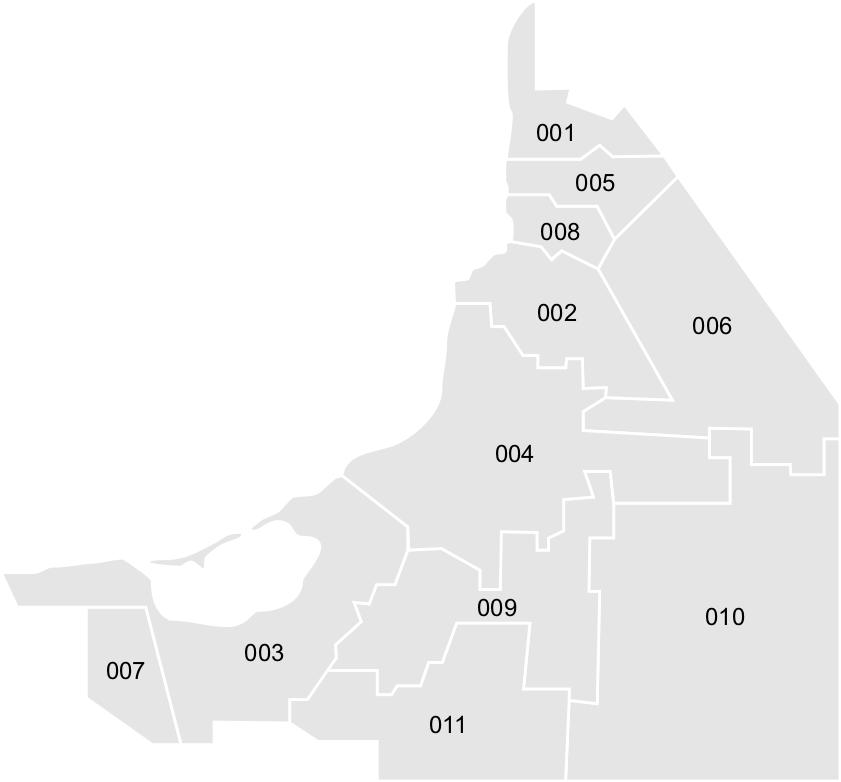
Gminy stanu Campeche oznaczone kodami Meksykańskiego Instytutu Statystycznego

Meksykański stan Campeche składa się z 11 gmin (hiszp. municipios).
| INEGI (kod statystyczny) | Nazwa gminy | Siedziba władz    | Liczba ludności |
| ------------------------ | ----------- | ----------------- | --------------- |
| 001                      | Calkiní     | Calkiní           | 49 850          |
| 002                      | Campeche    | Campeche          | 238 850         |
| 003                      | Carmen      | Ciudad del Carmen | 199 988         |
| 004                      | Champotón   | Champotón         | 76 116          |
| 005                      | Hecelchakán | Hecelchakán       | 26 976          |
| 006                      | Hopelchén   | Hopelchén         | 34 687          |
| 007                      | Palizada    | Palizada          | 8 290           |
| 008                      | Tenabo      | Tenabo            | 9 050           |
| 009                      | Escárcega   | Escárcega         | 50 106          |
| 010                      | Calakmul    | Xpujil            | 23 814          |
| 011                      | Candelaria  | Candelaria        | 37 006          |
| Stan CAMPECHE            |             |                   | 754 730         |